# Campionati europei di ciclismo su pista 2020
I Campionati europei di ciclismo su pista 2020 si sono svolti a Plovdiv, in Bulgaria, dall'11 al 15 novembre 2020.

## Programma

### Legenda
|   | Competizioni |
| F | Finale       |
| M | Mattino      |
| P | Pomeriggio   |
| S | Sera         |

| Data →                   | 11 | 11    | 12           | 12 | 13     | 13     | 14    | 14    | 15 | 15 |
| Evento ↓                 | P  | S     | P            | S  | P      | S      | P     | S     | M  | P  |
| ------------------------ | -- | ----- | ------------ | -- | ------ | ------ | ----- | ----- | -- | -- |
| Chilometro a cronometro  |    |       |              |    |        |        |       |       | Q  | F  |
| Keirin                   |    |       |              |    |        |        | R1, R | R2, F |    |    |
| Velocità                 |    |       | Q, 1/16, 1/8 | QF |        | SF, F  |       |       |    |    |
| Velocità a squadre       | Q  | R1, F |              |    |        |        |       |       |    |    |
| Inseguimento individuale |    |       |              |    |        |        | Q     | F     |    |    |
| Inseguimento a squadre   | Q  | R1    |              | F  |        |        |       |       |    |    |
| Corsa a punti            |    |       |              |    |        |        |       | F     |    |    |
| Americana                |    |       |              |    |        |        |       |       |    | F  |
| Scratch                  |    |       |              | F  |        |        |       |       |    |    |
| Omnium                   |    |       |              |    | SC, TR | GE, CP |       |       |    |    |
| Corsa a eliminazione     |    | F     |              |    |        |        |       |       |    |    |

| Data →                   | 11 | 11    | 12     | 12 | 13     | 13     | 14    | 14    | 15 | 15 |
| Evento ↓                 | P  | S     | P      | S  | P      | S      | P     | S     | M  | P  |
| ------------------------ | -- | ----- | ------ | -- | ------ | ------ | ----- | ----- | -- | -- |
| 500 metri a cronometro   |    |       |        |    |        |        |       |       |    | F  |
| Keirin                   |    |       |        |    |        |        | R1, R | R2, F |    |    |
| Velocità                 |    |       | Q, 1/8 | QF |        | SF, F  |       |       |    |    |
| Velocità a squadre       | Q  | R1, F |        |    |        |        |       |       |    |    |
| Inseguimento individuale |    |       |        |    | Q      | F      |       |       |    |    |
| Inseguimento a squadre   | Q  | R1    |        | F  |        |        |       |       |    |    |
| Corsa a punti            |    |       |        |    |        |        |       | F     |    |    |
| Americana                |    |       |        |    |        |        |       |       | Q  | F  |
| Scratch                  |    | F     |        |    |        |        |       |       |    |    |
| Omnium                   |    |       |        |    | SC, TR | GE, CP |       |       |    |    |
| Corsa a eliminazione     |    |       |        | F  |        |        |       |       |    |    |

## Medagliere
| Pos.   | Paese         | Oro | Argento | Bronzo | Totale |
| ------ | ------------- | --- | ------- | ------ | ------ |
| 1      | Gran Bretagna | 6   | 3       | 2      | 11     |
| 2      | Russia        | 5   | 5       | 3      | 13     |
| 3      | Italia        | 3   | 7       | 4      | 14     |
| 4      | Portogallo    | 2   | 2       | 2      | 6      |
| 5      | Spagna        | 2   | 0       | 1      | 3      |
| 6      | Germania      | 2   | 0       | 0      | 2      |
| 7      | Rep. Ceca     | 1   | 2       | 0      | 3      |
| 8      | Ucraina       | 1   | 1       | 4      | 6      |
| 9      | Bielorussia   | 0   | 2       | 0      | 2      |
| 10     | Grecia        | 0   | 0       | 2      | 2      |
| 11     | Lituania      | 0   | 0       | 1      | 1      |
| 11     | Polonia       | 0   | 0       | 1      | 1      |
| 11     | Svizzera      | 0   | 0       | 1      | 1      |
| 11     | Romania       | 0   | 0       | 1      | 1      |
| Totale | Totale        | 22  | 22      | 22     | 66     |

## Sommario degli eventi
| Eventi                            | Oro                                                                             | Prestazione | Argento                                                                                | Prestazione | Bronzo                                                                    | Prestazione |
| Uomini                            |                                                                                 |             |                                                                                        |             |                                                                           |             |
| Chilometro a cronometro dettagli  | Tomáš Bábek Rep. Ceca                                                           | 1:00.517    | Ethan Vernon Gran Bretagna                                                             | 1:00.999    | Jonathan Milan Italia                                                     | 1:01.009    |
| Keirin dettagli                   | Maximilian Levy Germania                                                        |             | Denis Dmitriev Russia                                                                  |             | Vasilijus Lendel Lituania                                                 |             |
| Velocità dettagli                 | Maximilian Levy Germania                                                        |             | Denis Dmitriev Russia                                                                  |             | Sotirios Bretas Grecia                                                    |             |
| Velocità a squadre dettagli       | Russia Denis Dmitriev Pavel Yakushevskiy Ivan Gladyshev Alexander Sharapov      | 43.007      | Rep. Ceca Tomáš Bábek Dominik Topinka Martin Čechman Jakub Šťastný                     | 43.925      | Grecia Sotirios Bretas Ioannis Kalogeropoulos Konstantinos Livanos        | 44.098      |
| Inseguimento individuale dettagli | Ivo Oliveira Portogallo                                                         | 4:08.116    | Jonathan Milan Italia                                                                  | 4:08.772    | Lev Gonov Russia                                                          | 4:07.720    |
| Inseguimento a squadre dettagli   | Russia Alexander Dubchenko Lev Gonov Nikita Bersenev Aleksandr Evtušenko        | 3:54.677    | Italia Francesco Lamon Stefano Moro Jonathan Milan Gidas Umbri                         | 3:54.787    | Svizzera Claudio Imhof Simon Vitzthum Lukas Rüegg Dominik Bieler          | 3:55.051    |
| Corsa a punti dettagli            | Sebastián Mora Spagna                                                           | 51 punti    | Matteo Donegà Italia                                                                   | 42 punti    | Daniel Crista Romania                                                     | 40 punti    |
| Americana dettagli                | Spagna Sebastián Mora Albert Torres                                             | 51 punti    | Portogallo Ivo Oliveira Rui Oliveira                                                   | 43 punti    | Italia Francesco Lamon Stefano Moro                                       | 33 punti    |
| Scratch dettagli                  | Iúri Leitão Portogallo                                                          |             | Roman Gladysh Ucraina                                                                  |             | Oliver Wood Gran Bretagna                                                 |             |
| Omnium dettagli                   | Matthew Walls Gran Bretagna                                                     | 128 punti   | Jaŭheni Karalëk Bielorussia                                                            | 116 punti   | Iúri Leitão Portogallo                                                    | 115 punti   |
| Corsa a eliminazione dettagli     | Matthew Walls Gran Bretagna                                                     |             | Iúri Leitão Portogallo                                                                 |             | Sergey Rostovtsev Russia                                                  |             |
| Donne                             |                                                                                 |             |                                                                                        |             |                                                                           |             |
| 500 metri a cronometro dettagli   | Dar'ja Šmelëva Russia                                                           | 32.720      | Anastasija Vojnova Russia                                                              | 33.719      | Miriam Vece Italia                                                        | 33.769      |
| Keirin dettagli                   | Olena Starikova Ucraina                                                         |             | Sára Kaňkovská Rep. Ceca                                                               |             | Helena Casas Spagna                                                       |             |
| Velocità dettagli                 | Anastasija Vojnova Russia                                                       |             | Dar'ja Šmelëva Russia                                                                  |             | Olena Starikova Ucraina                                                   |             |
| Velocità a squadre dettagli       | Russia Anastasija Vojnova Dar'ja Šmelëva Natalia Antonova Ekaterina Rogovaya    | 46.852      | Gran Bretagna Millicent Tanner Blaine Ridge-Davis Lusia Steele Lauren Bate             | 48.531      | Ucraina Liubov Basova Olena Starikova Oleksandra Lohviniuk                | 49.296      |
| Inseguimento individuale dettagli | Neah Evans Gran Bretagna                                                        | 3:29.456    | Martina Alzini Italia                                                                  | 3:32.386    | Silvia Valsecchi Italia                                                   | 3:28.878    |
| Inseguimento a squadre dettagli   | Gran Bretagna Josie Knight Katie Archibald Neah Evans Laura Kenny Elinor Barker | 4:10.437    | Italia Elisa Balsamo Martina Alzini Vittoria Guazzini Chiara Consonni Rachele Barbieri | 4:13.632    | Ucraina Anna Nahirna Tetyana Klimchenko Viktoriya Bondar Yuliia Biriukova | 4:33.833    |
| Corsa a punti dettagli            | Katie Archibald Gran Bretagna                                                   | 57 punti    | Silvia Zanardi Italia                                                                  | 39 punti    | Karolina Karasiewicz Polonia                                              | 35 punti    |
| Americana dettagli                | Italia Elisa Balsamo Vittoria Guazzini                                          | 52 punti    | Russia Diana Klimova Marija Novolodskaja                                               | 51 punti    | Gran Bretagna Laura Kenny Elinor Barker                                   | 38 punti    |
| Scratch dettagli                  | Martina Fidanza Italia                                                          |             | Hanna Tserakh Bielorussia                                                              |             | Tetyana Klimchenko Ucraina                                                |             |
| Omnium dettagli                   | Elisa Balsamo Italia                                                            | 135 punti   | Laura Kenny Gran Bretagna                                                              | 126 punti   | Marija Novolodskaja Russia                                                | 114 punti   |
| Corsa a eliminazione dettagli     | Elinor Barker Gran Bretagna                                                     |             | Rachele Barbieri Italia                                                                |             | Maria Martins Portogallo                                                  |             |